# Kamakazi
Kamakazi (nascido Jamie Hildebrandt; 3 de agosto de 1981) é um ciclista de BMX australiano que foi selecionado para competir nos Jogos Olímpicos de Verão de 2008 em Pequim.